# Menez (peintre)
Pour les articles homonymes, voir Menez.
Menez, née Maria Inês Carmona Ribeiro da Fonseca le 6 septembre 1926 à Lisbonne et morte le 11 avril 1995 à Lisbonne, est une artiste peintre portugaise.

## Biographie
Petite-fille du général Óscar Carmona, elle a une enfance cosmopolite, vivant dans différents pays avant de revenir au Portugal en 1951.
Peu de temps après, elle commence à peindre en autodidacte, puis s'initie à l'art de la céramique, de la gravure et de la sérigraphie.
Elle réalise plusieurs expositions individuelles à partir de 1954, principalement au Portugal, et participe à d'innombrables expositions collectives. En 1990, elle est lauréate du prix Pessoa et fait l'objet d'une exposition individuelle au Centre d'art moderne de la Fondation Calouste Gulbekian, à Lisbonne.

## Distinctions
- Grand officier de l'ordre de Sant'Iago de l'Épée